# جينيفر لينش
جينيفر لينش (بالإنجليزية: Jennifer Lynch)‏ (و. 1968  م) هي مخرجة أفلام، ومنتجة أفلام، وكاتبة سيناريو، وكاتِبة أمريكية، ولدت في فيلادلفيا.

## التعليم
تعلمت في Interlochen Center for the Arts ‏.

## وصلات خارجية
- جينيفر لينش على موقع IMDb (الإنجليزية)
- جينيفر لينش على موقع ألو سيني (الفرنسية)
- جينيفر لينش على موقع ميوزك برينز (الإنجليزية)
- جينيفر لينش على موقع أول موفي (الإنجليزية)
- جينيفر لينش على موقع قاعدة بيانات الأفلام السويدية (السويدية)
- جينيفر لينش على موقع قاعدة بيانات الفيلم (الإنجليزية)
- جينيفر لينش على موقع كينوبويسك (الروسية)